# NGC 3680
NGC 3680 is een open sterrenhoop in het sterrenbeeld Centaur. Het hemelobject werd op 7 mei 1826 ontdekt door de Schotse astronoom James Dunlop.

## Synoniemen
- OCL 823
- ESO 265-SC32